# Pseudocaligus brevipedis
Pseudocaligus brevipedis är en kräftdjursart som först beskrevs av Bassett-Smith 1896.  Pseudocaligus brevipedis ingår i släktet Pseudocaligus och familjen Caligidae. Inga underarter finns listade i Catalogue of Life.